# Lijst van eilanden in Newfoundland en Labrador
Dit is een onvolledige lijst van eilanden in de Canada provincie Newfoundland en Labrador.
| Eiland                         | Gelegen in            | Archipel             | Oppervlakte (km²) | # Inw. (2021) | Opmerkingen                                  |
| ------------------------------ | --------------------- | -------------------- | ----------------- | ------------- | -------------------------------------------- |
| Air Island                     | Freshwater Bay        | -                    | 0,25              | 0             |                                              |
| Allan's Island                 | Saint Lawrencebaai    | -                    | 1,00              | 70 (ca.)      | Bereikbaar via een dijk en brug              |
| Baggs Island                   | Saint Lawrencebaai    | Burgeo-eilanden      | 0,13              | 0             |                                              |
| Bald Island                    | Placentia Bay         | Flat Islands         | 0,025             | 0             |                                              |
| Barr'd Island                  | Canada Bay            | -                    | 0,05              | 0             | Bereikbaar via een dijk                      |
| Battle Island                  | Atlantische Oceaan    | -                    | 0,33              | 0             | Locatie van Battle Harbour                   |
| Bell Island                    | Conception Bay        | -                    | 34                | 2079          | Bereikbaar via een veerboot                  |
| Bell Island                    | Atlantische Oceaan    | Grey-eilanden        | 88                | 0             |                                              |
| Belle Isle                     | Atlantische Oceaan    | -                    | 65                | 0             |                                              |
| Big Island                     | Bay of Islands        | -                    | 5,0               | 0             |                                              |
| Big Bird Island                | Labradorzee           | Bird Islands         | 0,10              | 0             | Deel van een Important Bird Area             |
| Black Island                   | Labradorzee           | -                    | 5,8               | 0             |                                              |
| Black Island                   | Labradorzee           | Grey-eilanden        | 0,002             | 0             | Deel van Trekvogelreservaat Île aux Canes    |
| Boar Island                    | Saint Lawrencebaai    | Burgeo-eilanden      | 0,21              | 0             | Vuurtoren                                    |
| Bobbitts Island                | Saint Lawrencebaai    | Burgeo-eilanden      | 0,01              | 25 (ca.)      | Bereikbaar via een dijk                      |
| Bois Island                    | Ferryland Harbour     | -                    | 0,11              | 0             |                                              |
| Brent Island                   | Hare Bay              | -                    | 4,60              | 0             | Deel van E.R. Hare Bay Islands               |
| Brighton Tickle Island         | Notre Dame Bay        | -                    | 0,76              | 60 (ca.)      | Bereikbaar via een dijk en brug              |
| Brown Fox Island               | Bonavista Bay         | -                    | 1,11              | 0             |                                              |
| Burke Island                   | Placentia Bay         | Iona-eilanden        | 0,74              | 0             | Verlaten nederzetting Iona (deels)           |
| Burnt Island                   | Bonavista Bay         | -                    | 0,80              | 0             |                                              |
| Burnt Island                   | Bonavista Bay         | Deer Islands         | 2,0               | 0             | Verlaten nederzetting                        |
| Burnt Island                   | Labradorzee           | -                    | 3,0               | 0             |                                              |
| Camel Island                   | Atlantische Oceaan    | -                    | 1,15              | 70 (ca.)      | Bereikbaar via een brug                      |
| Île aux Canes                  | Atlantische Oceaan    | Grey-eilanden        | 0,11              | 0             | Deel van Trekvogelreservaat Île aux Canes    |
| Change Island                  | Atlantische Oceaan    | Change-eilanden      | 22,5              | 90 (ca.)      | Bereikbaar via een veerboot                  |
| Chapel Island                  | Bay of Exploits       | -                    | 45,35             | 10 (ca.)      | Bereikbaar via een dijk en brug              |
| Coachman Island                | Placentia Bay         | Flat Islands         | 0,025             | 0             |                                              |
| Cobbler Island                 | Notre Dame Bay        | -                    | 0,33              | 90 (ca.)      | Bereikbaar via een brug                      |
| Collingham Island              | Atlantische Oceaan    | -                    | 1,50              | 0             | Deel van een Important Bird Area             |
| Conical Island                 | Labradorzee           | Adlavikeilanden      | 1,9               | 0             |                                              |
| Copper Island                  | Placentia Bay         | Flat Islands         | 0,15              | 0             |                                              |
| Cottel Island                  | Bonavista Bay         | -                    | 22,05             | 125           | Bereikbaar via een veerboot                  |
| Cull Island                    | Notre Dame Bay        | -                    | 1,36              | 200 (ca.)     | Bereikbaar via een dijk en brug              |
| Current Island                 | Straat van Belle Isle | -                    | 1,15              | 0             |                                              |
| Cuttail Island                 | Saint Lawrencebaai    | Burgeo-eilanden      | 0,26              | 0             |                                              |
| Davis Island                   | Placentia Bay         | Flat Islands         | 1,1               | 0             | Verlaten nederzetting                        |
| Devils Lookout Island          | Atlantische Oceaan    | -                    | 0,74              | 0             | Deel van een Important Bird Area             |
| Diamond Island                 | Atlantische Oceaan    | Change-eilanden      | 2,0               | 90 (ca.)      | Bereikbaar via een brug                      |
| Dog Island                     | Labradorzee           | Dog Islands          | 4,65              | 0             |                                              |
| Drummond Island                | Chimney Bay           | -                    | 0,12              | 0             |                                              |
| Duck Island                    | Table Bay             | -                    | 0,10              | 0             |                                              |
| Durdle Island                  | Placentia Bay         | Flat Islands         | 0,023             | 0             |                                              |
| Dutch Cap Island               | Placentia Bay         | -                    | 0,06              | 0             |                                              |
| East Green Island              | Placentia Bay         | Iona-eilanden        | 0,008             | 0             |                                              |
| Eastern Island                 | Atlantische Oceaan    | Horse Islands        | 16                | 0             |                                              |
| Englee Island                  | Canada Bay            | -                    | 0,65              | 150 (ca.)     | Bereikbaar via een brug                      |
| Entry Island                   | Table Bay             | -                    | 0,12              | 0             | Deel van een Important Bird Area             |
| Fane Island                    | Chimney Bay           | -                    | 0,035             | 0             |                                              |
| Fischot Island                 | Atlantische Oceaan    | Fischoteilanden      | 1,75              | 0             | Verlaten nederzetting                        |
| Flat Island                    | Labradorzee           | Adlavikeilanden      | 0,68              | 0             |                                              |
| Flat Island                    | Placentia Bay         | Flat Islands         | 2,7               | 0             | Verlaten nederzetting                        |
| Fogo Island                    | Atlantische Oceaan    | -                    | 237               | 2100 (ca.)    | Bereikbaar via een veerboot                  |
| French Island                  | Bay of Islands        | -                    | 3,3               | 0             |                                              |
| Frommy Island                  | Atlantische Oceaan    | Fischoteilanden      | 0,09              | 0             | Verlaten nederzetting                        |
| Funk Island                    | Atlantische Oceaan    | -                    | 0,19              | 0             | Deel van een Important Bird Area             |
| Gilliat Island                 | Hare Bay              | -                    | 0,15              | 0             | Deel van E.R. Hare Bay Islands               |
| Glimshire Island               | Placentia Bay         | Flat Islands         | 0,073             | 0             |                                              |
| Goose Island                   | Atlantische Oceaan    | -                    | 0,10              | 0             |                                              |
| Gooseberry Island              | Ste. Genevieve Bay    | -                    | 0,35              | 0             |                                              |
| Governors Island               | Bay of Islands        | -                    | 2,1               | 0             |                                              |
| Granchain Island               | St. Lunaire Bay       | -                    | 0,42              | 0             |                                              |
| Grandy Island                  | Saint Lawrencebaai    | Burgeo-eilanden      | 2,0               | 1100 (ca.)    | Bereikbaar via twee verschillende dijken     |
| Grassy Island                  | Table Bay             | -                    | 0,005             | 0             | Deel van een Important Bird Area             |
| Graves Island                  | Placentia Bay         | Iona-eilanden        | 0,010             | 0             |                                              |
| Graveyard Island               | Labradorzee           | -                    | 7,7               | 0             |                                              |
| Great Burnt Island             | God Bay               | -                    | 0,08              | 150 (ca.)     | Bereikbaar via een dijk                      |
| Great Island                   | Saint Lawrencebaai    | Ramea-eilanden       | 3,15              | 0             |                                              |
| Great Colinet Island           | St. Mary's Bay        | Colineteilanden      | 11,5              | 0             |                                              |
| Great Cormorandier Island      | Atlantische Oceaan    | Fischoteilanden      | 0,50              | 0             |                                              |
| Great Verdon Island            | Atlantische Oceaan    | Fischoteilanden      | 0,15              | 0             |                                              |
| Green Island                   | Straat van Belle Isle | -                    | 0,90              | 0             |                                              |
| Green Island                   | Atlantische Oceaan    | -                    | 0,0665            | 0             | Deel van E.R. Witless Bay en IBA             |
| Greenspond Island              | Bonavista Bay         | -                    | 2,6               | 230 (ca.)     | Bereikbaar via een dijk en brug              |
| Groais Island                  | Atlantische Oceaan    | Grey-eilanden        | 41                | 0             | Deel van een Important Bird Area             |
| Gull Island                    | Atlantische Oceaan    | -                    | 0,725             | 0             | Deel van E.R. Witless Bay en IBA             |
| Gull Island                    | Atlantische Oceaan    | -                    | 0,44              | 0             |                                              |
| Gull Island                    | Placentia Bay         | Iona-eilanden        | 0,002             | 0             |                                              |
| Halfway Island                 | Atlantische Oceaan    | -                    | 0,55              | 0             | Deel van een Important Bird Area             |
| Harbour Island                 | Placentia Bay         | Iona-eilanden        | 0,245             | 0             | Verlaten nederzetting Iona (deels)           |
| Harbour Island                 | Saint Lawrencebaai    | Ramea-eilanden       | 0,43              | 0             |                                              |
| Hare Bay Island                | Hare Bay (Bonavista)  | -                    | 0,15              | 0             |                                              |
| Hare Island                    | Labradorzee           | Adlavikeilanden      | 0,86              | 0             |                                              |
| Hare Island                    | St. John Bay          | -                    | 0,65              | 0             |                                              |
| Hole In The Wall Island        | Placentia Bay         | Iona-eilanden        | 0,14              | 0             |                                              |
| Home Island                    | Labradorzee           | -                    | 11,3              | 0             |                                              |
| Indian Island                  | Indian Tickle         | -                    | 5,35              | 0             |                                              |
| Indian Island                  | Labradorzee           | -                    | 2,0               | 0             | vlak bij de Adlavik Bay                      |
| Iron Island                    | Labradorzee           | Dog Islands          | 5,7               | 0             |                                              |
| Kellys Island                  | Conception Bay        | -                    | 1,90              | 0             |                                              |
| Kikiktaksoak Island            | Labradorzee           | -                    | 17,9              | 0             |                                              |
| Kikkertavak Island             | Labradorzee           | Adlavikeilanden      | 35,5              | 0             |                                              |
| Killiniq Island (gedeeltelijk) | Atlantische Oceaan    | -                    | 35 (269)          | 0             | Grotendeels gelegen in Nunavut               |
| King Island                    | Placentia Bay         | Iona-eilanden        | 0,13              | 0             |                                              |
| Landsat Island                 | Atlantische Oceaan    | -                    | 0,0011            | 0             | In 1976 ontdekt door Landsat 1               |
| Ledge Island                   | Table Bay             | -                    | 7,9               | 0             | Deel van een Important Bird Area             |
| Lewis Island                   | Bonavista Bay         | -                    | 10,64             | 0             |                                              |
| Little Bay Island              | Notre Dame Bay        | Little Bay Islands   | 6,8               | 2             | Grotendeels hervestigd in 2019               |
| Little Bell Island             | Conception Bay        | -                    | 0,32              | 0             |                                              |
| Little Bird Island             | Labradorzee           | Bird Islands         | 0,05              | 0             | Deel van een Important Bird Area             |
| Little Burke Island            | Placentia Bay         | Iona-eilanden        | 0,003             | 0             |                                              |
| Little Colinet Island          | St. Mary's Bay        | Colineteilanden      | 1,90              | 0             |                                              |
| Little Copper Island           | Placentia Bay         | Flat Islands         | 0,002             | 0             |                                              |
| Little Cormorandier Island     | Atlantische Oceaan    | Fischoteilanden      | 0,038             | 0             |                                              |
| Little Island                  | Placentia Bay         | Iona-eilanden        | 0,0045            | 0             |                                              |
| Little Star Island             | Table Bay             | -                    | 0,22              | 0             |                                              |
| Little Verdon Island           | Atlantische Oceaan    | Fischoteilanden      | 0,06              | 0             |                                              |
| Lockers Flat Island            | Bonavista Bay         | -                    | 2,85              | 0             |                                              |
| Long Island                    | Hermitage Bay         | -                    | 96                | 100           | Bereikbaar via een veerboot                  |
| Long Island                    | Notre Dame Bay        | -                    | 34                | 169           | Bereikbaar via een veerboot                  |
| Long Tickle Island             | Labradorzee           | Adlavikeilanden      | 11,2              | 0             | Verlaten nederzetting                        |
| Macks Island                   | Notre Dame Bay        | Little Bay Islands   | 0,19              | 0             | Hervestigd in 2019                           |
| Manak Island                   | Labradorzee           | -                    | 7,3               | 0             |                                              |
| Merasheen Island               | Placentia Bay         | -                    | 124               | 0             | Telt vijf verlaten nederzettingen            |
| Merchant Island                | Placentia Bay         | Iona-eilanden        | 0,64              | 0             |                                              |
| Mishta-minishtikᐡ              | Mistastin Lake        | -                    | 7,5               | 0             | Gelegen in de Mistastinkrater                |
| Morgan Island                  | Saint Lawrencebaai    | Burgeo-eilanden      | 0,40              | 0             |                                              |
| Morgan's Island                | Labradorzee           | Adlavikeilanden      | 5,70              | 0             |                                              |
| New Harbour Island             | Trinity Bay           | -                    | 0,0035            | 0             |                                              |
| New World Island               | Atlantische Oceaan    | -                    | 185               | 2300 (ca.)    | Bereikbaar via een dijk en brug              |
| Newfoundland                   | Atlantische Oceaan    | -                    | 108.860           | 468000 (ca.)  | 4e grootste eiland van Canada                |
| North Aulatsivik Island        | Labradorzee           | -                    | 128               | 0             | Deel van Torngat Mountains N.P.              |
| North Green Island             | Placentia Bay         | Iona-eilanden        | 0,044             | 0             |                                              |
| North Twillingate Island       | Notre Dame Bay        | Twillingate-eilanden | 6,98              | 1000 (ca.)    | Bereikbaar via een brug                      |
| Northeast Island               | Atlantische Oceaan    | Fischoteilanden      | 0,40              | 0             |                                              |
| Northwest Island               | Saint Lawrencebaai    | Ramea-eilanden       | 1,89              | 388           | Bereikbaar via een veerboot                  |
| Offer Wolf Island              | Labradorzee           | -                    | 0,17              | 0             |                                              |
| Old Ferolle Island             | Saint Lawrencebaai    | -                    | 0,85              | 0             |                                              |
| Pigeon Island                  | Labradorzee           | Adlavikeilanden      | 0,58              | 0             |                                              |
| Pilley's Island                | Notre Dame Bay        | -                    | 34,67             | 286           | Bereikbaar via een dijk en brug              |
| Pitt Sound Island              | Bonavista Bay         | -                    | 11,16             | 0             |                                              |
| Island of Ponds                | Atlantische Oceaan    | -                    | 92                | 87            | Bereikbaar via een vliegboot                 |
| Port Island                    | Hare Bay              | -                    | 0,032             | 0             |                                              |
| Pretty Harbour Island          | Labradorzee           | Adlavikeilanden      | 2,45              | 0             |                                              |
| Quakers Hat                    | Atlantische Oceaan    | -                    | 0,50              | 0             | Deel van een Important Bird Area             |
| Random Island                  | Trinity Bay           | -                    | 249               | 1183          | Bereikbaar via een dijk en brug              |
| Rencontre Island               | Saint Lawrencebaai    | Burgeo-eilanden      | 0,47              | 0             |                                              |
| Rouge Island                   | Atlantische Oceaan    | -                    | 0,09              | 0             |                                              |
| Round Head Island              | St. John Bay          | -                    | 1,20              | 0             |                                              |
| Sandy Point                    | St. George's Bay      | -                    | 2,45              | 0             |                                              |
| Salt Harbour Island            | Atlantische Oceaan    | -                    | 1,65              | 50 (ca.)      | Bereikbaar via een dijk                      |
| Sandy Island                   | Northeast Arm         | -                    | 0,05              | 0             | Deel van Terra Nova N.P.                     |
| Shepherd Island                | Atlantische Oceaan    | Grey-eilanden        | 0,035             | 0             | Deel van Trekvogelreservaat Shepherd Island  |
| Ship Island                    | Bonavista Bay         | -                    | 0,05              | 10 (ca.)      | Bereikbaar via een brug, deel van Greenspond |
| Ship Island                    | Bonavista Bay         | -                    | 0,36              | 0             |                                              |
| Shag Island                    | Goose Bay             | -                    | 0,06              | 0             |                                              |
| Silver Fox Island              | Bonavista Bay         | -                    | 1,90              | 0             |                                              |
| Sleepy Cove Gull Island        | Atlantische Oceaan    | Twillingate-eilanden | 0,047             | 0             |                                              |
| Smalls Island                  | Saint Lawrencebaai    | Burgeo-eilanden      | 0,03              | 60 (ca.)      | Bereikbaar via een dijk                      |
| South Aulatsivik Island        | Labradorzee           | Nainarchipel         | 456               | 0             | Grootste eiland van Labrador                 |
| South Twillingate Island       | Notre Dame Bay        | Twillingate-eilanden | 30,77             | 1500 (ca.)    | Bereikbaar via een dijk en brug              |
| Southern Island                | Labradorzee           | Adlavikeilanden      | 11,2              | 0             |                                              |
| Southwest Island               | Saint Lawrencebaai    | Ramea-eilanden       | 0,36              | 0             |                                              |
| Spring Island                  | Hare Bay              | -                    | 0,25              | 0             | Deel van E.R. Hare Bay Islands               |
| St. John Island                | St. John Bay          | -                    | 18,0              | 0             |                                              |
| St. Julien Island              | Atlantische Oceaan    | -                    | 0,50              | 0             |                                              |
| Star Island                    | Table Bay             | -                    | 1,15              | 0             | Deel van een Important Bird Area             |
| Starboard Island               | Hare Bay              | -                    | 0,032             | 0             |                                              |
| Strong's Island                | Bay of Exploits       | -                    | 1,15              | 90 (ca.)      | Bereikbaar via een dijk en brug              |
| Sunday Cove Island             | Notre Dame Bay        | -                    | 22                | 139           | Bereikbaar via een dijk en brug              |
| Swale Island                   | Bonavista Bay         | -                    | 10,86             | 0             | Deel van Terra Nova N.P.                     |
| Thwart Island                  | Bay of Exploits       | -                    | 28,76             | 0             |                                              |
| Tikaoralik Islet               | Labradorzee           | Adlavikeilanden      | 1,22              | 0             |                                              |
| Tinkershare Island             | Placentia Bay         | Flat Islands         | 0,010             | 0             |                                              |
| Triton Island                  | Notre Dame Bay        | -                    | 25,06             | 900 (ca.)     | Bereikbaar via een dijk en brug              |
| Ukpaume Island                 | Tikkoatokak Bay       | -                    | 5,3               | 0             |                                              |
| Venils Island                  | Saint Lawrencebaai    | Burgeo-eilanden      | 0,20              | 0             |                                              |
| Wee Ball                       | Bay of Islands        | -                    | 2,0               | 0             |                                              |
| Western Island                 | Atlantische Oceaan    | Horse Islands        | 5,25              | 0             |                                              |
| Willis Island                  | Bonavista Bay         | -                    | 16,09             | 0             |                                              |
| Wings Island                   | Bonavista Bay         | -                    | 0,06              | 20 (ca.)      | Bereikbaar via een brug                      |
| Wood Island                    | St. Lewis Inlet       | -                    | 0,82              | 0             | Bereikbaar via een dijk en brug              |
| Wooded Island                  | St. Margaret Bay      | -                    | 0,15              | 0             |                                              |
| Woods Island                   | Bay of Islands        | -                    | 7,7               | 0             |                                              |
| Woody Island                   | Placentia Bay         | Flat Islands         | 0,040             | 0             |                                              |
| Woody Island                   | Table Bay             | -                    | 0,05              | 0             | Deel van een Important Bird Area             |
| Yardie Island                  | Placentia Bay         | Flat Islands         | 0,19              | 0             |                                              |